# Jim Vandermeer
James Patrick „Jim“ Vandermeer (* 21. Februar 1980 in Caroline, Alberta) ist ein ehemaliger kanadischer Eishockeyspieler, der im Verlauf seiner aktiven Karriere zwischen 1997 und 2019 unter anderem 482 Spiele für die Philadelphia Flyers, Chicago Blackhawks, Calgary Flames, Phoenix Coyotes, Edmonton Oilers und San Jose Sharks in der National Hockey League (NHL) auf der Position des Verteidigers bestritten hat. Ebenso spielte Vandermeer in der Schweizer National League A (NLA) und der britischen Elite Ice Hockey League (EIHL).

## Karriere

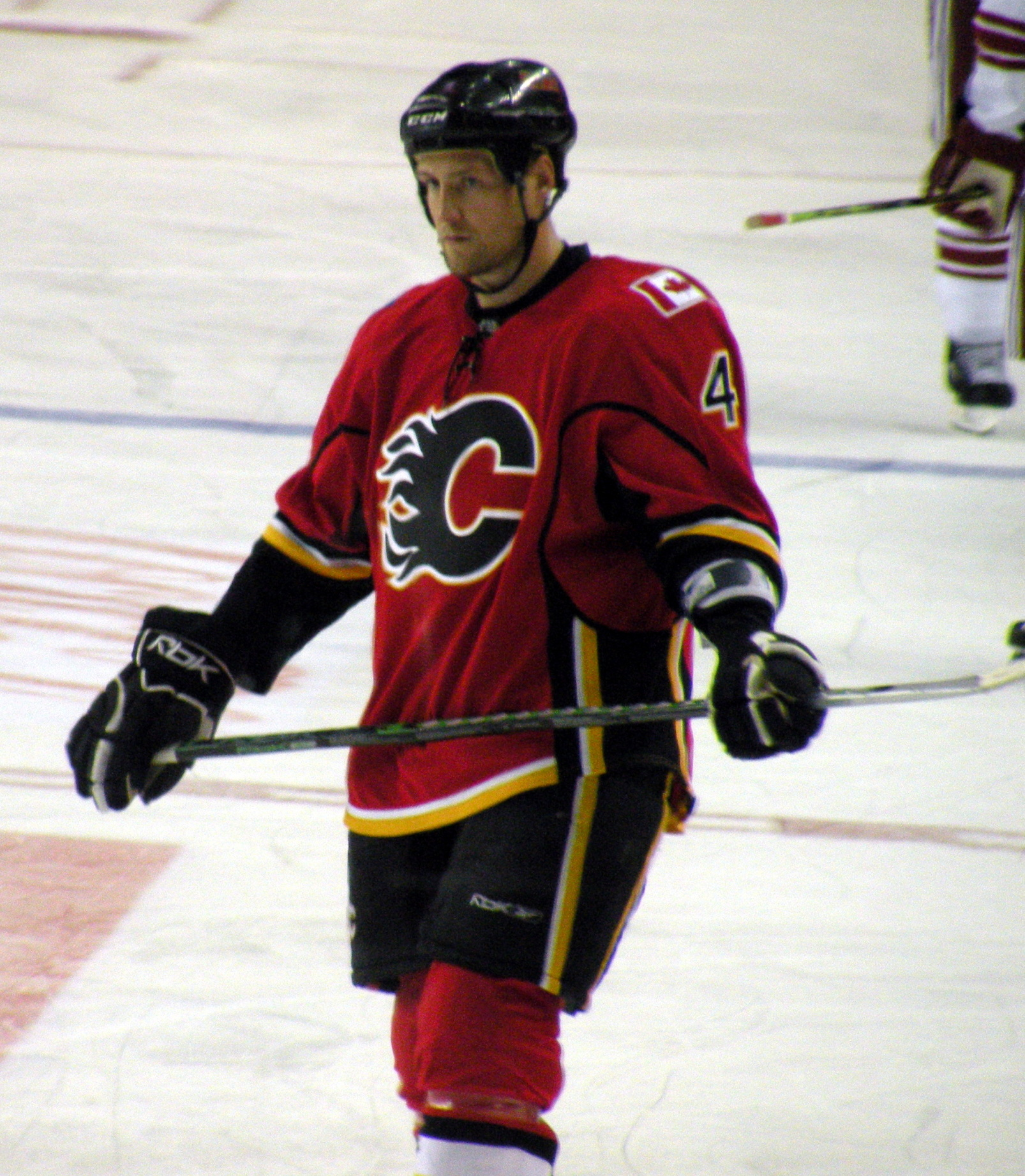
Vandermeer im Trikot der Calgary Flames

Vandermeer, der nie gedraftet wurde, startete seine Karriere als Eishockeyspieler 1997 bei den Red Deer Rebels in der Western Hockey League (WHL). In seiner letzten Spielzeit bei den Rebels in der Saison 2000/01, führte er sein Team als Kapitän auf Eis und erhielt für sein soziales Engagement die Doug Wickenheiser Memorial Trophy. Zudem gewann er mit der Mannschaft den President’s Cup. Im Sommer 2001 unterschrieb Vandermeer als Free Agent einen Vertrag bei den Philadelphia Flyers aus der National Hockey League (NHL).
Im Februar 2004 wurde Vandermeer nach fast drei Jahren in der Organisation der Philadelphia Flyers zusammen mit Colin Fraser und einem Zweitrunden-Wahlrecht im NHL Entry Draft 2004 im Tausch für Alexei Schmamnow an die Chicago Blackhawks abgegeben. Dort gehörte der Verteidiger zweieinhalb Jahre zum Stammpersonale, ehe er Mitte Dezember 2007 für Ben Eager wieder zu seinem Ex-Klub Philadelphia Flyers geschickt wurde. Nach nur drei Monaten bei den Flyers wurde der Kanadier im Februar 2008 gegen ein Drittrunden-Wahlrecht im NHL Entry Draft 2009 zu den Calgary Flames transferiert. Nach eineinhalb Jahren in Calgary gab sein Club Vandermeer am Ende Juni 2009 im Tausch für Brandon Prust an die Phoenix Coyotes ab. In Phoenix war Vandermeer in der Saison 2009/10 als Stammspieler gesetzt, doch am 30. Juni 2010 wurde er im Austausch für Patrick O’Sullivan zu den Edmonton Oilers transferiert.
Am 1. Juli 2011 unterzeichnete Vandermeer abermals als Free Agent einen Kontrakt für ein Jahr bei den San Jose Sharks. Danach spielte er ein Jahr bei den Chicago Wolves in der American Hockey League (AHL). Zur Saison 2013/14 wechselte der Abwehrspieler zu den Kloten Flyers in die Schweizer National League A (NLA). Nach zwei Jahren in der Schweiz schloss er sich den Belfast Giants aus der britischen Elite Ice Hockey League (EIHL) an und wurde 2017 in das First All-Star Team der Liga gewählt. Nach insgesamt vier Spielzeiten beim nordirischen Klub, bei dem er zwischen 2017 und 2019 als spielender Assistenztrainer fungierte, beendete Vandermeer im Sommer 2019 im Alter von 39 Jahren seine aktive Karriere. Zum Abschluss seiner Laufbahn wurde er mit den Giants Britischer Meister.

## Erfolge und Auszeichnungen
| - 2001 President’s-Cup-Gewinn mit den Red Deer Rebels - 2001 WHL East First All-Star Team - 2001 WHL Plus-Minus Award - 2001 Doug Wickenheiser Memorial Trophy - 2001 CHL Humanitarian of the Year | - 2001 Memorial-Cup-Gewinn mit den Red Deer Rebels - 2017 EIHL First All-Star Team - 2018 Challenge-Cup-Gewinn mit den Belfast Giants - 2019 Challenge-Cup-Gewinn mit den Belfast Giants - 2019 Britischer Meister mit den Belfast Giants |

## Karrierestatistik
(Legende zur Spielerstatistik: Sp oder GP = absolvierte Spiele; T oder G = erzielte Tore; V oder A = erzielte Assists; Pkt oder Pts = erzielte Scorerpunkte; SM oder PIM = erhaltene Strafminuten; +/− = Plus/Minus-Bilanz; PP = erzielte Überzahltore; SH = erzielte Unterzahltore; GW = erzielte Siegtore; 1 Play-downs/Relegation; Kursiv: Statistik nicht vollständig)

## Familie
Vandermeers fünf Brüder waren alle ebenfalls professionelle Eishockeyspieler in den nordamerikanischen Minor Leagues. Lediglich Pete Vandermeer bestritt in der Saison 2007/08 zwei Spiele für die Phoenix Coyotes in der NHL.